# Michael Williams (Basketballspieler)
Michael Terrell Williams (* 9. Februar 1972 in Kalamazoo) ist ein ehemaliger US-amerikanisch-italienischer Basketballspieler.

## Werdegang
Williams spielte in seinem Heimatland bis 1994 an der Saginaw Valley State University. Im Februar 1994 stellte er mit 49 Punkten gegen die Mannschaft der Grand Valley State University eine neue Bestmarke für seine Hochschule auf.
Seine Laufbahn als Berufsbasketballspieler begann er beim dänischen Verein Viby IF, 1995 wechselte er innerhalb des Landes zu Skovbakken. Nach dem verlorenen dänischen Pokalendspiel gab Skovbakkken Williams an den italienischen Erstligisten IllyCaffè Trieste ab. Bis dahin hatte Williams in 13 Einsätzen für Skovbakken einen Punkteschnitt von 38,6 je Begegnung erreicht und einen Höchstwert von 59 Punkten in einem Spiel (Ende Oktober 1995 gegen Viby) erzielt. In zwei Spielen im Europapokalwettbewerb Korać-Cup erzielte Williams für Skovbakken im Herbst 1995 insgesamt 64 Punkte.
Nach seinem Wechsel nach Triest bestritt Williams bis zum Ende der Saison 1995/96 20 Ligaspiele für die Mannschaft, in denen er im Durchschnitt 25,5 Punkte je Begegnung verbuchte. Zwischen 1996 und 1998 stand Williams in Diensten des italienischen Zweitligisten Montecatini, für den er ebenfalls Punktwerte von mehr als 20 je Begegnung erzielte, sein Höchstwert waren 26,5 je Begegnung (Saison 1997/98). 1998/99 spielte er wieder in Triest, mittlerweile in der zweiten Liga. Nach einem kurzen Abstecher zur litauischen Spitzenmannschaft Žalgiris Kaunas im Herbst 1999 setzte Williams seine Laufbahn in Italien fort, kam in der Saison 1999/2000 in acht Ligaeinsätzen für Bipop-Carire Reggio nell’Emilia auf einen Schnitt von 15,8 Punkten und trat mit der Mannschaft auch im Europapokalwettbewerb Korać-Cup an.
Im Spieljahr 2000/01 stand er bei A.E. Achilleas Kaimakliou Nikosia auf Zypern unter Vertrag und spielte hernach wieder in Italien. Zum Abschluss seiner Laufbahn stand Williams in Diensten von Apollon Patras (Griechenland).